# Pierre Pauli
Pierre Pauli, né en 1916 et mort en 1970, est un graphiste et conservateur de musée vaudois.

## Biographie
Né en 1916, Pierre Pauli, graphiste et grand passionné d'art textile contemporain, participe à la vie de la Galerie dirigée par sa femme de 1960 à 1967. À la fin des années 1960, Pierre Pauli fonde le Musée des arts décoratifs de Lausanne dont il sera le premier conservateur. À sa mort prématurée, en 1970, Rosemarie Lippuner prendra sa succession. 
Aux côtés de Jean Lurçat et de quelques autres, il sera l'instigateur de la Biennale internationale de Lausanne. À sa disparition, l'entourage de Pierre Pauli décide de créer l'Association Pierre Pauli afin de lui rendre hommage.

## Sources
- « Pierre Pauli », sur la base de données des personnalités vaudoises sur la plateforme « Patrinum » de la Bibliothèque cantonale et universitaire de Lausanne.
- Lausanne : Fondation Mary Toms - Pierre Pauli, 2000 sites et références mentionnés
- Fondation Toms Pauli - publications